# تاکینو
تاکینو (انگلیسی: Takino) یک شهرک در شهرستان مچتلینسکی استان باشقیرستان کشور روسیه است.